# L'Escalier de fer
L'Escalier de fer est un roman policier de Georges Simenon, paru en 1953.

## Résumé
Étienne Lomel ressent depuis quelque temps de vives douleurs à l'estomac, sans qu'on puisse déterminer chez lui un mal organique. Il a peur, il est inquiet, et ce sentiment est lié à la personne de Louise, sa femme, qui le maintient sous sa coupe et dont il dépend pour tout, puisque, après leur mariage, il est en quelque sorte devenu son employé. 
Louise a déjà été mariée. Étienne était son amant avant que son mari ne meure. Il se souvient de sa peur devant la passion dévorante dont elle faisait preuve alors, et des serments qu'elle exigeait de lui : il ne l'abandonnerait jamais et, un jour, il l'épouserait. Peu de temps après, le mari de Louise meurt et Étienne surprend, à peine marié, une phrase de la concierge disant que Guillaume, lors de sa mort, était devenu si maigre qu'il ne pesait pas plus qu'un enfant de dix ans. 
À présent Étienne se ronge, se demandant si sa femme n'aurait pas supprimé Guillaume. Et il en vient à supposer qu'elle verse de l'arsenic dans sa nourriture. Ce que confirme l'analyse médicale. Il sait maintenant que Guillaume a été empoisonné – en fait, à cause de lui – et comprend que la passion qu'ils mettent dans leurs étreintes amoureuses n'est qu'un moyen détourné de faire taire le remords. C'est pourquoi aussi ils vivent renfermés en eux-mêmes et n'ont pour seuls amis que Leduc et sa femme, laquelle est dans la confidence. Avec mille ruses, Étienne s'arrange pour ne garder aucune nourriture par crainte qu'elle ne contienne de l'arsenic, et il épie sa femme. Il découvre ainsi qu'elle a un jeune amant, Roger Cornu. Décidé à garder son épouse et résolu à ne pas mourir, il projette de tuer son rival. Mais à la dernière minute, il recule et il se suicide.

## Aspects particuliers du roman
Récit où l’intérêt du personnage principal se projette sur une autre personne : sa femme. Les rapprochements qui s’établissent entre le passé de celle-ci et la situation présente constituent une « mise en abyme » qui prend une valeur prémonitoire aux yeux du héros. 
L’escalier de fer, qui donne son titre au roman, est celui qui relie la papeterie à la chambre à coucher que garde Étienne lors de ses malaises. 

## Fiche signalétique de l'ouvrage

### Cadre spatio-temporel

#### Espace
Paris (Montmartre). 

#### Temps
Époque contemporaine.

### Les personnages

#### Personnage principal
Étienne Lomel. Voyageur de commerce. Marié, pas d’enfants. 40 ans.

#### Autres personnages
- Louise, épouse d’Étienne, 46 ans, veuve de Guillaume Gatin, héritière de la papeterie Évariste Birard
- Arthur Leduc, 48 ans, joueur de belote, et son épouse Mariette, modiste, amis du couple Lomel
- Roger Cornu, 26 ans, fils du typographe de la papeterie.

## Éditions
- Édition originale : Presses de la Cité, 1953
- Tout Simenon, tome 6, Omnibus, 2002  (ISBN 978-2-258-06047-0)
- Livre de Poche n° 32588, 2012  (ISBN 978-2-253-16645-0)
- Romans durs, tome 9, Omnibus, 2013  (ISBN 978-2-258-09396-6)
- Romans durs, tome 9, Omnibus, 2023  (ISBN 978-2-258-20266-5)

## Adaptation
- L'Escalier de fer, téléfilm de Denis Malleval, avec Laurent Gerra, Annelise Hesme et Nicolas Marié (2013)

## Source
- Maurice Piron, Michel Lemoine, L'Univers de Simenon, guide des romans et nouvelles (1931-1972) de Georges Simenon, Presses de la Cité, 1983, p. 172-173  (ISBN 978-2-258-01152-6)